# Hinterwaldberg
Hinterwaldberg ist eine Streusiedlung im Oberpinzgau, dem hinteren Salzachtal am Südrand der Kitzbüheler Alpen, und Ortschaft und Katastralgemeinde der Gemeinde Wald im Pinzgau, Bezirks Zell am See/Pinzgau.

## Geographie
Die Ansiedlungen mit etwa 130 Einwohnern und 300 Häusern liegen am Südhang des Salzachtals, dem Hinterwaldberg, nordwestlich oberhalb des Ortes Wald, an der Alten Gerlosstraße (B 165), die zum Gerlospass (Pinzgauer Höhe), führt, auf Höhen zwischen 1200 m und 1300 m ü. A.
Zum Ortschaftsgebiet gehören auch die Einöden Maut, Oberrankental, Reitlbauer, Seiten und Unterrankental, mehrere Hofstellen, und der Ronachwirt. Das Almdorf Königsleiten (1896 m ü. A.) mit dem Schutzhaus Edelweißhaus (1685 m ü. A.) am Gerlos, die als Schigebiet zur Zillertal Arena gehören, wurden vor einigen Jahren als eigenständige Ortschaft ausgegliedert, gehören aber zum Gebiet der Katastralgemeinde.
Des Weiteren umfasst Hinterwaldberg folgende Täler, Berge und Almgebiete, die sich nordwärts in die Kitzbüheler Alpen erstrecken:
- am Gernkogel-Südhang: Reitlasten, Bacherasten (Bacher Asten), Wiesachalm sowie Besensleinalm
- im Nadernachbachtal: Bergeralm und Berger Hochalm Richtung Gernkogel, Bacheralm und Bacher Hochalm Richtung Baumgartgeier, Hieburgalm und Hiburg-Hochalm, Watsch-Niedernachalm und Watsch-Niedernach-Hochalm
- am Baumgartgeier/Ronachgeier-Südhang: Putzalm, Prielalm (Prielhochalm verfallen), Müller Mitterberg, Baxreinalm und Baxrain-Mitterberg (auch Paxrain)
- im Salzachhochtal: Leienalm, Bucheckalm und Brucheck Mittelleger (Brucheck-Hochalm verf.) gegen Königsleiten/Müllachgeier, Mülleralm, Müller Hochalm, Mottland Grundalm, Salzachalm, Müllach-Grundalm und Müllach-Hochalm Richtung Salzachgeier und Salzachjoch

Damit umfasst das Katastralgemeindegebiet die beiden Hochtäler von Salzachursprung und Nadernachbach, und zwischen Ochsenkopf im Westen, Schwebenkopf und Kröndlhorn im Norden und Gernkogel im Osten, bis an die Landesgrenzen zu Tirol. Es misst 4.234,87 Hektar und etwa 9,4 Kilometer größter Ausdehnung
Nachbarortschaften:

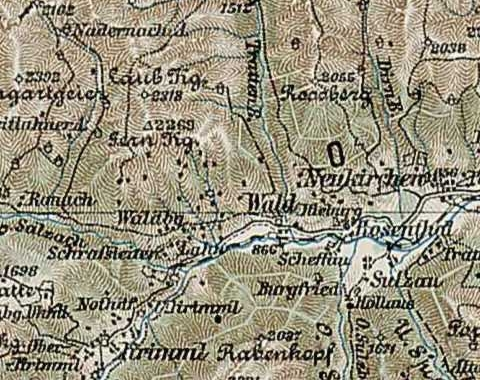
„Wald“. Franzisco-Josephinische Landesaufnahme, Blatt 30–47 Bruneck, um 1900
„Waldbg.“ Mitte links

|               | Kelchsau (Gemeinde Hopfgarten im Brixental, Tir.) |      |
| Königsleiten  | Kompassrose, die auf Nachbargemeinden zeigt       | Lahn |
| Gerlos (Tir.) | Vorderkrimml                                      |      |

## Geschichte
Hinterwaldberg liegt am alten Saumpfad von Mittersill als Handelsknoten über den Gerlospass (Pinzgauer Höhe) nach Zell am Ziller. Er wurde 1631 zum Fuhrweg ausgebaut. 1962 wurde die über Krimml führende neue Gerlos Alpenstraße eröffnet, die Dipl.-Ing. Franz Wallack, der Erbauer der Großglockner Hochalpenstraße, geplant hatte. Damit verlor die Alte Gerlosstraße (heute L 133) an Bedeutung.

## Tourismus und Sehenswürdigkeiten
Der Arnoweg läuft durch diese Ortschaft, nachdem er von Schloßberg kommend bei Orgler die Salzach quert. Er läuft dann als Anstieg zum Pinzgauer Spaziergang oberhalb Lahn weiter.